# Ifigenia Martínez
Pour les articles homonymes, voir Martinez.
Martínez y Hernández est un nom espagnol. Le premier nom de famille, en général paternel, est Martínez ; le second, en général maternel, souvent omis, est Hernández.
Ifigenia Martha Martínez y Hernández, dite Ifigenia Martínez, née le 16 juin 1925 à Mexico et morte le 5 octobre 2024 dans la même ville, est une économiste, professeure et femme politique mexicaine qui occupe les fonctions de présidente de la Chambre des députés du 1er septembre 2024 jusqu'à sa mort.

## Biographie

### Carrière
Ifigenia Martínez est députée en 1976, 1994, 2009 et 2024 ainsi que sénatrice en 1988[réf. nécessaire].

### Mort
Le 5 octobre 2024, quatre jours après avoir présidé la cérémonie d'investiture de la première présidente dans l’histoire du pays Claudia Sheinbaum, Ifigenia Martínez meurt à l'âge de 99 ans, à Mexico.